# Eugenijus Gentvilas
Eugenijus Gentvilas este un om politic lituanian, membru al Parlamentului European în perioada 2004-2009 din partea Lituaniei.
1. ↑  Eugenijus Gentvilas, Visuotinė lietuvių enciklopedija
2. ↑   https://www.lrs.lt/SIPIS/portal/responsive/static_pages/kad7/kadencija2012.show7-p_r=15828&p_k=1&p_a=5&p_asm_id=146.html Lipsește sau este vid: |title= (ajutor)
3. ↑  Deputații în Parlamentul European
4. ↑  pace.coe.int